# 動物たちの国づくり
動物たちの国づくり（原題：Peace on Earth）は、1939年12月9日に公開された短編アニメーション映画。アメリカ合衆国の映画会社、メトロ・ゴールドウィン・メイヤー（MGM)社に作品を提供していたアニメーターのヒュー・ハーマンによる作品のひとつ。「動物たちの国造り」などとも邦訳される。第12回アカデミー賞短編アニメ賞ノミネート。

## スタッフ
- 監督　ヒュー・ハーマン
- 制作総括　フレッド・クインビー　ヒュー・ハーマン
- 音楽　スコット・ブラッドリー

## 内容
戦争の傷跡が未だに残る冬の町に雪が降り積もり、リスたちがクリスマスに相応しい歌「PEACE ON EARTH（地球に平和を）」を奏でる。そんな街角に初老のリスが現れ、クリスマスを祝う孫たちの家に現れた。孫とその母に迎えられた祖父はかつて行われて過去の話になりつつある「戦争」と、かつて世界にいた人類について話を始める。
当時は第二次世界大戦が勃発し間もない頃で、戦争に突き進む人類の行く末を案じるような作品である。平和への願いが原題名に込められている。

## 登場するキャラクター
- 初老のリス（祖父）
孫たちの家に立ち寄り、過去に行われた戦争の話をする。

- 孫
男と女のきょうだいリス。過去に人類という生き物がいて、戦争という悲惨な出来事があったことを知らない。

- 孫の母
子どもたちが話を聞く様子を見守っている。

- 人類（兵士）
第一次世界大戦当時のような装備をしている。菜食主義者（ナチス・ドイツとみられる）と肉食主義者（連合国とみられる）の両勢力が衝突し、双方とも破滅の道へ進んで行く。

## リメイク作品
1955年にハンナ＝バーベラによりリメイクされた。原題名は「Good Will to Men（人々に安らぎを）」で1955年12月23日公開。戦争シーンが当時としては現代風にアレンジし直されている。MGM退社前のフレッド・クインビーが最後にプロデュースを行った作品でもある。また、この作品もアカデミー短編アニメ賞にノミネートされている。（ハンナ＝バーベラとの共同プロデュース）。